# Teresa Fardella de Blasi
Pour les articles homonymes, voir Fardella et Blasi.
Teresa Fardella de Blasi, née le 24 mai 1867 à New York, morte le 26 août 1957, est une femme d'officier italienne. Elle se dévoue pour les enfants des rues et les adolescents, fonde une œuvre caritative et les pauvres filles de la Vierge couronnée. Veuve, elle continue de s'y dévouer et devient religieuse.
Le pape François la reconnaît vénérable en 2017 ; elle est fêtée le 26 août.

## Biographie
Teresa Fardella naît le 24 mai 1867 à New York,. Son père est sicilien et sa mère est irlandaise ; ils sont tous les deux de famille noble, mais se retrouvent pauvres. La famille retourne à Trapani en Sicile, où la mère meurt, laissant Teresa Fardella orpheline, et bientôt mise dans un internat.
Elle sort de l'internat à seize ans, obligée par son père à épouser un officier, Raffaele de Blasi. Teresa Fardella de Blasi suit son mari dans ses différentes affectations, et s'occupe à chaque fois des enfants des rues et des adolescents, tâchant de les préserver de la vie à la rue.
Elle fonde en 1896 à Mantoue la Povera Casa di San Giuseppe (« Pauvre Maison de Saint Joseph ») et fonde en 1902 l'ordre des Povere Figlie di Maria Santissima Incoronata (« pauvres filles de la Vierge couronnée ») pour s'occuper de la Pauvre Maison de Saint Joseph. Elle doit ensuite repartir avec son mari à Trapani.
Veuve en 1937, elle se consacre de plus en plus à ses œuvres caritatives, qu'elle a implantées également en Sicile. Elle entre dans son propre institut et y prononce ses vœux religieux peu avant de mourir à Trapani le 26 août 1957. Dix ans plus tard, son corps est transféré dans l'église de l'Addolorata à Trapani.

## Procédure en béatification
La procédure pour l'éventuelle béatification de Teresa Fardella de Blasi est ouverte au plan diocésain, puis transmise à Rome auprès de la Congrégation pour les causes des saints.
Le pape François approuve le 9 novembre 2017 la reconnaissance de l'héroïcité de ses vertus et la reconnaît ainsi vénérable,,.
Sa fête est fixée au 26 août.